# Championnats d'Europe de marathon (canoë-kayak) 2003
Navigation
2001 2005
Les 5e championnats d'Europe de marathon en canoë-kayak de 2003 se sont tenus à Gdańsk en Pologne, sous l'égide de l'Association européenne de canoë.

## Podiums

### Sénior

#### K1
| Rang               | Athlète           | Pays      | Temps           |
| ------------------ | ----------------- | --------- | --------------- |
| Médaille d'or      | Manuel Busto      | Espagne   | 2 h 48 min 18 s |
| Médaille d'argent  | Attila Jambor     | Hongrie   | 2 h 48 min 18 s |
| Médaille de bronze | Steffen Burkhardt | Allemagne | 2 h 48 min 22 s |

| Rang               | Athlète            | Pays    | Temps           |
| ------------------ | ------------------ | ------- | --------------- |
| Médaille d'or      | Renáta Csay        | Hongrie | 3 h 04 min 25 s |
| Médaille d'argent  | Barbara Przybylska | Pologne | 3 h 05 min 16 s |
| Médaille de bronze | Linda Benedek      | Hongrie | 3 h 09 min 09 s |

#### K2
| Rang               | Athlète                        | Pays    | Temps           |
| ------------------ | ------------------------------ | ------- | --------------- |
| Médaille d'or      | István Salga Attila Jambor     | Hongrie | 2 h 32 min 33 s |
| Médaille d'argent  | Julio Martínez Emilio Merchán  | Espagne | 2 h 32 min 48 s |
| Médaille de bronze | Santiago Guerrero Jorge Alonso | Espagne | 2 h 33 min 12 s |

| Rang               | Athlète                        | Pays     | Temps           |
| ------------------ | ------------------------------ | -------- | --------------- |
| Médaille d'or      | Kornélia Szonda Renata Csay    | Hongrie  | 2 h 47 min 35 s |
| Médaille d'argent  | Zsuzsanna Giczy Orsolya Harkai | Hongrie  | 2 h 53 min 04 s |
| Médaille de bronze | Anne Lolk Thomsen Mette Barfod | Danemark | 2 h 54 min 51 s |

#### C1
| Rang               | Athlète               | Pays               | Temps           |
| ------------------ | --------------------- | ------------------ | --------------- |
| Médaille d'or      | Lionel Dubois-Dunilac | France             | 3 h 14 min 55 s |
| Médaille d'argent  | Pavel Bednar          | République tchèque | 3 h 16 min 55 s |
| Médaille de bronze | Radoslav Rus          | Slovaquie          | 3 h 19 min 21 s |

#### C2
| Rang               | Athlète                    | Pays    | Temps           |
| ------------------ | -------------------------- | ------- | --------------- |
| Médaille d'or      | Attila Gyore Edvin Csabai  | Hongrie | 2 h 52 min 10 s |
| Médaille d'argent  | Óscar Graña Ramon Ferro    | Espagne | 2 h 53 min 04 s |
| Médaille de bronze | Pál Sarudi Krisztián Tokár | Hongrie | 3 h 04 min 13 s |

### Junior

#### K1
| Rang               | Athlète     | Pays    | Temps           |
| ------------------ | ----------- | ------- | --------------- |
| Médaille d'or      | Márton Deák | Hongrie | 1 h 42 min 28 s |
| Médaille d'argent  | Iván Alonso | Espagne | 1 h 42 min 38 s |
| Médaille de bronze | Jacob Holst | Suède   | 1 h 42 min 41 s |

| Rang               | Athlète         | Pays        | Temps           |
| ------------------ | --------------- | ----------- | --------------- |
| Médaille d'or      | Berenike Faldum | Hongrie     | 1 h 54 min 12 s |
| Médaille d'argent  | Diana Bartha    | Hongrie     | 1 h 55 min 47 s |
| Médaille de bronze | Hayleigh Mason  | Royaume-Uni | 1 h 55 min 52 s |

#### K2
| Rang               | Athlète                         | Pays               | Temps           |
| ------------------ | ------------------------------- | ------------------ | --------------- |
| Médaille d'or      | Diego Dominguez Iván Alonso     | Espagne            | 1 h 32 min 04 s |
| Médaille d'argent  | Arne Lindstedt Michael Dittrich | Allemagne          | 1 h 32 min 05 s |
| Médaille de bronze | Peter Skala Jan Kužílek         | République tchèque | 1 h 32 min 13 s |

| Rang               | Athlète                           | Pays    | Temps           |
| ------------------ | --------------------------------- | ------- | --------------- |
| Médaille d'or      | Aniko Daniela Moldvai Zita Gáspár | Hongrie | 1 h 43 min 34 s |
| Médaille d'argent  | Diana Jarczok Monika Pajak        | Pologne | 1 h 43 min 39 s |
| Médaille de bronze | Eszter Banai Anna Rasztotzky      | Hongrie | 1 h 45 min 22 s |

#### C1
| Rang               | Athlète         | Pays      | Temps           |
| ------------------ | --------------- | --------- | --------------- |
| Médaille d'or      | Cristian Savoia | Italie    | 1 h 56 min 40 s |
| Médaille d'argent  | Ronald Verch    | Allemagne | 1 h 57 min 22 s |
| Médaille de bronze | Viktor Takács   | Hongrie   | 1 h 58 min 01 s |

## Tableau des médailles
| Rang  | Nation             | Or | Argent | Bronze | Total |
| ----- | ------------------ | -- | ------ | ------ | ----- |
| 1     | Hongrie            | 4  | 2      | 2      | 8     |
| 2     | Espagne            | 1  | 2      | 1      | 4     |
| 3     | France             | 1  | 0      | 0      | 1     |
| 4     | Pologne            | 0  | 1      | 0      | 1     |
| -     | République tchèque | 0  | 1      | 0      | 1     |
| 6     | Allemagne          | 0  | 0      | 1      | 1     |
| -     | Danemark           | 0  | 0      | 1      | 1     |
| -     | Slovaquie          | 0  | 0      | 1      | 1     |
| Total | Total              | 6  | 6      | 6      | 18    |